# شادوف
شادوف وسیله‌ای برای انتقال آب است که اولین بار در مصر باستان به کار برده‌شد.

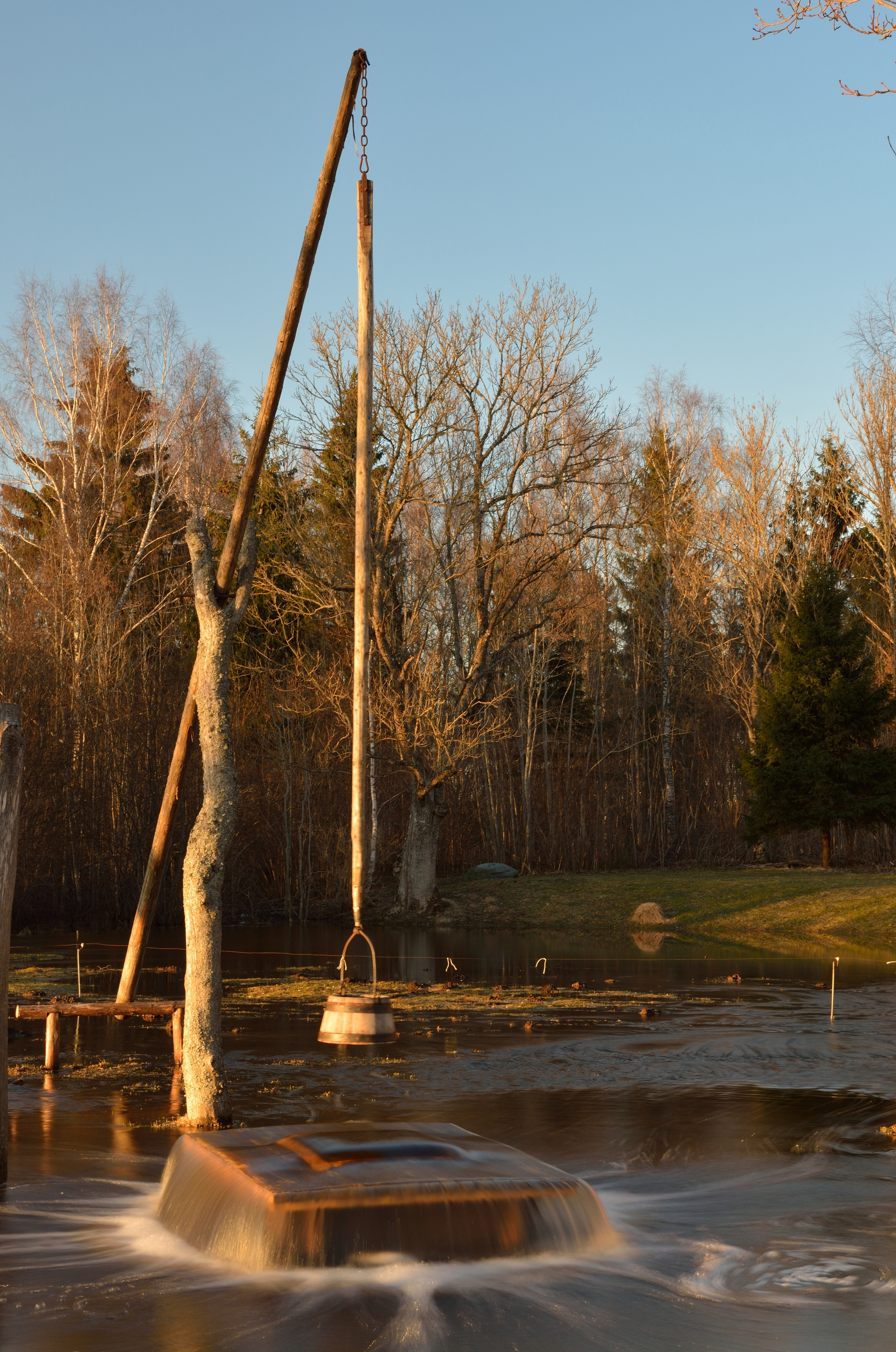
شادوف در توهالا.

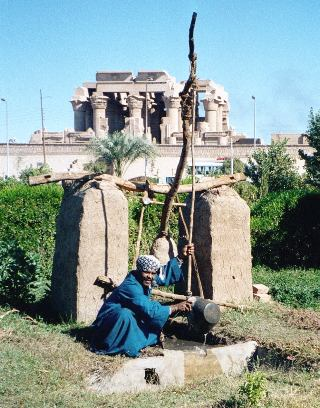
شادوف در کوم امبو، مصر

## عملکرد
در شادوف از خاصیت اهرم استفاده می‌شد. ظرف آب که به سر چوبی بلند وصل است درون آب قرار می‌گیرد تا پر شود. سپس فرد آبیاری‌کننده چوب را از انتهای نزدیک به تکیه‌گاه می‌چرخاند و ظرف آب جابه‌جا می‌شود.